# Тетюшское сельское поселение
Тетю́шское се́льское поселе́ние — муниципальное образование в составе Ульяновского района Ульяновской области. Административный центр — село Тетюшское.  

## Население
| 2010  | 2012  | 2013  | 2014  | 2015  | 2016  | 2017  |
| ----- | ----- | ----- | ----- | ----- | ----- | ----- |
| 2909  | ↘2882 | ↘2876 | ↘2859 | ↘2840 | ↘2829 | ↘2762 |
| 2018  | 2019  | 2020  | 2021  |       |       |       |
| ↘2708 | ↘2658 | ↘2609 | ↗2683 |       |       |       |

## Состав сельского поселения
В состав поселения входят 6 населённых пунктов: 3 села, 1 деревня и 2 поселка.
| № | Населённый пункт | Тип населённого пункта       | Население |
| - | ---------------- | ---------------------------- | --------- |
| 1 | Волостниковка    | село                         | 233       |
| 2 | Дружба           | посёлок                      | 45        |
| 3 | Елизаветино      | деревня                      | 17        |
| 4 | Загудаевка       | село                         | 338       |
| 5 | Максима Горького | посёлок                      | 79        |
| 6 | Тетюшское        | село, административный центр | 2197      |